# Chung kết Giải vô địch bóng đá Đông Nam Á 2020
Trận chung kết Giải vô địch bóng đá Đông Nam Á 2020 là trận đấu cuối cùng của Giải vô địch bóng đá Đông Nam Á 2020, giải đấu bóng đá hàng đầu của Hiệp hội các quốc gia Đông Nam Á (ASEAN) lần thứ 13 được tổ chức bởi Liên đoàn bóng đá Đông Nam Á (AFF).
Trận chung kết được diễn ra theo thể thức hai lượt đi và về giữa hai đội thắng trận bán kết. Trận đấu được diễn ra tại Sân vận động Quốc gia, Kallang.

## Bối cảnh
Dựa trên những thành tích trước đây, Thái Lan đã từng vô địch Giải vô địch bóng đá Đông Nam Á 5 lần (lần đầu vào 1996) trong khi Indonesia đã từng vào trận chung kết Giải vô địch bóng đá Đông Nam Á 5 lần (lần đầu vào 2000). Dựa trên bảng xếp hạng mới nhất được công bố bởi bảng xếp hạng thế giới FIFA vào ngày 23 tháng 12 năm 2021, Thái Lan được xếp hạng 115, trong khi Indonesia được xếp hạng 164. Thái Lan đã từng giành được chức vô địch đầu tiên của họ tại giải đấu (lần đầu vào năm 1996), còn Indonesia chưa từng vô địch giải đấu lần nào.

## Đường đến chung kết
Ghi chú: Trong tất cả các kết quả dưới đây, tỷ số của đội lọt vào chung kết được đưa ra trước (N: sân nhà; K: sân khách).
| Đội tuyển | ST | T | H | B | BT | BB | HS  | Đ  |
| --------- | -- | - | - | - | -- | -- | --- | -- |
| Indonesia | 4  | 3 | 1 | 0 | 13 | 4  | +9  | 10 |
| Việt Nam  | 4  | 3 | 1 | 0 | 9  | 0  | +9  | 10 |
| Malaysia  | 4  | 2 | 0 | 2 | 8  | 8  | 0   | 6  |
| Campuchia | 4  | 1 | 0 | 3 | 6  | 15 | −9  | 3  |
| Lào       | 4  | 0 | 0 | 4 | 1  | 14 | −13 | 0  |

| Đội tuyển   | ST | T | H | B | BT | BB | HS  | Đ  |
| ----------- | -- | - | - | - | -- | -- | --- | -- |
| Thái Lan    | 4  | 4 | 0 | 0 | 10 | 1  | +9  | 12 |
| Singapore   | 4  | 3 | 0 | 1 | 7  | 3  | +4  | 9  |
| Philippines | 4  | 2 | 0 | 2 | 12 | 6  | +6  | 6  |
| Myanmar     | 4  | 1 | 0 | 3 | 4  | 10 | –6  | 3  |
| Đông Timor  | 4  | 0 | 0 | 4 | 0  | 13 | -13 | 0  |

## Các trận đấu
- Thời gian được liệt kê là SST (UTC+8:00).

| Đội 1     | TTS | Đội 2    | Lượt đi | Lượt về |
| --------- | --- | -------- | ------- | ------- |
| Indonesia | 2–6 | Thái Lan | 0–4     | 2–2     |

### Lượt đi

#### Chi tiết
| Indonesia | 0–4                             | Thái Lan                                        |
| --------- | ------------------------------- | ----------------------------------------------- |
|           | Chi tiết (AFFSZ) Chi tiết (AFF) | - Chanathip 2', 52' - Supachok 67' - Bordin 83' |

| Indonesia | Thái Lan |

| GK               | 23 | Nadeo Argawinata           |
| RB               | 14 | Asnawi Mangkualam (c)      |
| CB               | 19 | Fachruddin Aryanto 46'     |
| CB               | 5  | Rizky Ridho                |
| LB               | 3  | Edo Febriansah 46'         |
| DM               | 13 | Rachmat Irianto 46'        |
| DM               | 28 | Alfeandra Dewangga         |
| RM               | 8  | Witan Sulaeman             |
| CM               | 15 | Ricky Kambuaya 62'         |
| LM               | 25 | Irfan Jaya 73'             |
| CF               | 27 | Dedik Setiawan 78'         |
| Cầu thủ dự bị:   |    |                            |
| CM               | 6  | Evan Dimas 46'             |
| DM               | 18 | I Kadek Agung Widnyana 46' |
| CB               | 30 | Elkan Baggott 46'          |
| CM               | 10 | Egy Maulana Vikri 62'      |
| LM               | 20 | Ramai Rumakiek 73'         |
| Huấn luyện viên: |    |                            |
| Shin Tae-yong    |    |                            |

| GK                  | 23 | Siwarak Tedsungnoen 74'      |
| RB                  | 13 | Philip Roller                |
| CB                  | 5  | Elias Dolah 34' 39'          |
| CB                  | 26 | Kritsada Kaman               |
| LB                  | 19 | Tristan Do 80'               |
| RM                  | 27 | Weerathep Pomphan            |
| DM                  | 16 | Phitiwat Sukjitthammakul 60' |
| AM                  | 18 | Chanathip Songkrasin (c) 74' |
| LM                  | 7  | Supachok Sarachat            |
| CF                  | 11 | Bordin Phala                 |
| CF                  | 10 | Teerasil Dangda 60'          |
| Cầu thủ dự bị:      |    |                              |
| CM                  | 28 | Pokklaw Anan 39'             |
| CF                  | 22 | Supachai Jaided 60'          |
| DM                  | 8  | Thitipan Puangchan 60'       |
| GK                  | 1  | Kawin Thamsatchanan 74'      |
| AM                  | 24 | Worachit Kanitsribampen 74'  |
| Huấn luyện viên:    |    |                              |
| / Alexandré Pölking |    |                              |

| Thống kê             | Indonesia | Thái Lan |
| -------------------- | --------- | -------- |
| Bàn thắng            | 0         | 4        |
| Tổng số cú sút       | 4         | 19       |
| Số cú sút trúng đích | 1         | 9        |
| Kiểm soát bóng       | 33%       | 67%      |
| Phạt góc             | 1         | 7        |
| Phạm lỗi             | 22        | 14       |
| Việt vị              | 2         | 2        |
| Thẻ vàng             | 1         | 2        |
| Thẻ đỏ               | 0         | 0        |

### Lượt về

#### Chi tiết
| Thái Lan                    | 2–2                             | Indonesia                 |
| --------------------------- | ------------------------------- | ------------------------- |
| - Kraisorn 54' - Sarach 56' | Chi tiết (AFFSZ) Chi tiết (AFF) | - Kambuaya 7' - Vikri 80' |

Thái Lan thắng với tổng tỷ số 6–2.

| Thái Lan | Indonesia |

| GK                  | 23 | Siwarak Tedsungnoen          |
| RB                  | 15 | Narubadin Weerawatnodom      |
| CB                  | 25 | Pawee Tanthatemee 46'        |
| CB                  | 26 | Kritsada Kaman               |
| LB                  | 3  | Theerathon Bunmathan 90+4'   |
| RM                  | 12 | Thanawat Suengchitthawon 46' |
| DM                  | 6  | Sarach Yooyen 85'            |
| AM                  | 18 | Chanathip Songkrasin (c) 75' |
| LM                  | 7  | Supachok Sarachat            |
| CF                  | 10 | Teerasil Dangda 46'          |
| CF                  | 11 | Bordin Phala 33' 71'         |
| Danh sách dự bị:    |    |                              |
| CF                  | 9  | Adisak Kraisorn 46'          |
| RM                  | 16 | Phitiwat Sukjitthammakul 46' |
| CM                  | 27 | Weerathep Pomphan 46' 52'    |
| CB                  | 13 | Philip Roller 71'            |
| CF                  | 17 | Jenphob Phokhi 85'           |
| Huấn luyện viên:    |    |                              |
| / Alexandré Pölking |    |                              |

| GK               | 23 | Nadeo Argawinata          |
| RB               | 14 | Asnawi Mangkualam (c) 73' |
| CB               | 19 | Fachruddin Aryanto        |
| CB               | 28 | Alfeandra Dewangga        |
| LB               | 12 | Pratama Arhan             |
| DM               | 13 | Rachmat Irianto 74'       |
| DM               | 15 | Ricky Kambuaya            |
| RM               | 10 | Egy Maulana Vikri         |
| CM               | 8  | Witan Sulaeman            |
| LM               | 20 | Ramai Rumakiek 59'        |
| CF               | 27 | Dedik Setiawan 59'        |
| Danh sách dự bị: |    |                           |
| CF               | 25 | Irfan Jaya 59'            |
| CF               | 29 | Hanis Saghara 59' 85'     |
| CM               | 6  | Evan Dimas 74'            |
| LM               | 17 | Syahrian Abimanyu 85'     |
| Huấn luyện viên: |    |                           |
| Shin Tae-yong    |    |                           |

| Thống kê             | Thái Lan | Indonesia |
| -------------------- | -------- | --------- |
| Bàn thắng            | 2        | 2         |
| Tổng số cú sút       | 18       | 7         |
| Số cú sút trúng đích | 5        | 2         |
| Kiểm soát bóng       | 65       | 35        |
| Phạt góc             | 7        | 4         |
| Phạm lỗi             | 20       | 18        |
| Việt vị              | 2        | 1         |
| Thẻ vàng             | 4        | 1         |
| Thẻ đỏ               | 0        | 0         |

## Vô địch
| Giải vô địch bóng đá Đông Nam Á 2020 |
| ------------------------------------ |
| · Thái Lan · Lần thứ sáu             |